# World Team Challenge 2020
Il World Team Challenge 2020 si è svolto il 28 dicembre alla Veltins-Arena di Gelsenkirchen.
La competizione si articola in due fasi: una prima gara in mass start e una seconda gara di inseguimento, con distacchi dimezzati. 

## Risultati
| Pos | Atleti                                 | Nazione     | Tempo    |
| --- | -------------------------------------- | ----------- | -------- |
| 1   | Matvej Eliseev / Evgenija Pavlova      | Russia      |          |
| 2   | Simon Schempp / Franziska Preuß        | Germania    | +7,1     |
| 3   | Benedikt Doll / Denise Herrmann        | Germania    | +25,1 '  |
| 4   | Lukas Hofer / Dorothea Wierer          | Italia      | +25,2    |
| 5   | Julian Eberhard / Lisa Hauser          | Austria     | +40,1    |
| 6   | Michal Krčmář / Markéta Davidová       | Rep. Ceca   | +1:39,6  |
| 7   | Sebastian Stalder / Lena Häcki         | Svizzera    | +1:59,8  |
| 8   | Anton Smol'ski / Dzinara Alimbekava    | Bielorussia | +2:14,7  |
| 9   | Dmytro Pidručnyj / Vita Semerenko      | Ucraina     | +2:39,6  |
| 10  | Torstein Stenersen / Elisabeth Högberg | Svezia      | Doppiato |